# 1,4-二(1-咪唑基甲基)苯
1,4-二(1-咪唑基甲基)苯是一种有机化合物，化学式为C14H14N4。它可由咪唑、氢氧化钾和α,α-二溴-1,4-二甲苯在室温反应制得。它和溴乙酸乙酯在乙腈中回流，可以得到1,4-二[3-乙氧羰基甲基咪唑𬭩-1-基甲基]苯二溴化物。